# 1-Blagoevgrad (circonscription électorale)
Pour les articles homonymes, voir Blagoevgrad (homonymie).
La circonscription électorale 1-Blagoevgrad correspond à l'oblast du même nom et envoie 11 députés à l'Assemblée nationale de Bulgarie.

## Résultats électoraux

### Élections législatives de 2022
| Partis                 | Partis                                        | Voix    | %     | Sièges | +/-           | Élus (% valide au vote préférentiel)                                                                        |
| ---------------------- | --------------------------------------------- | ------- | ----- | ------ | ------------- | --- |
|                        | Coalition GERB-SDS                            | 34 851  | 29,91 | 4      | 1             | Rossen Jeliazkov (28,01%), Stefan Apostolov (21,11%), Kostadin Stoykov (11,95%) et Georgi Georgiev (10,48%) |
|                        | Mouvement des droits et des libertés          | 21 221  | 18,21 | 2      | en stagnation | Delyan Peevski (65,74%) et Elhan Kalkov                                                                     |
|                        | Nous continuons le changement                 | 17 777  | 15,26 | 2      | 1             | Andrey Gurov (66,12%) et Vladimir Tabutov                                                                   |
|                        | BSP pour la Bulgarie                          | 12 080  | 10,37 | 1      | en stagnation | Bogdan Botsev (17,40%)                                                                                      |
|                        | Renaissance                                   | 7 293   | 6,26  | 1      | 1             | Tsveta Rangelova                                                                                            |
|                        | Réveil bulgare                                | 5 367   | 4,61  | 1      | Nv.           | Nadezhda Samardzhieva (44,89%)                                                                              |
|                        | Bulgarie démocratique                         | 4 261   | 3,66  | 0      | 1             | |
|                        | Il y a un tel peuple                          | 3 710   | 3,18  | 0      | 1             | |
|                        | VMRO - Mouvement national bulgare             | 3 335   | 2,86  | 0      | en stagnation | |
|                        | Debout.BG ! Nous arrivons !                   | 550     | 0,47  | 0      | en stagnation | |
|                        | Mouvement des candidats indépendants          | 350     | 0,30  | 0      | en stagnation | |
|                        | Social-démocratie bulgare - EuroGauche        | 277     | 0,24  | 0      | en stagnation | |
|                        | Bulgarie juste                                | 248     | 0,21  | 0      | en stagnation | |
|                        | Union bulgare pour la démocratie directe      | 241     | 0,21  | 0      | en stagnation | |
|                        | Union conservatrice de la droite              | 209     | 0,18  | 0      | en stagnation | |
|                        | Union nationale Attaque                       | 206     | 0,18  | 0      | en stagnation | |
|                        | Coalition pour toi Bulgarie                   | 197     | 0,17  | 0      | en stagnation | |
|                        | Mouvement national - Unité                    | 194     | 0,17  | 0      | Nv.           | |
|                        | Morale, Initiative et Patriotisme             | 183     | 0,16  | 0      | en stagnation | |
|                        | Russophiles pour le renouveau de la patrie    | 167     | 0,14  | 0      | en stagnation | |
|                        | Démocratie directe                            | 141     | 0,12  | 0      | en stagnation | |
|                        | Voix du peuple                                | 140     | 0,12  | 0      | en stagnation | |
|                        | Pravoto                                       | 117     | 0,10  | 0      | en stagnation | |
|                        | La Bulgarie du travail et de l'intelligence   | 84      | 0,07  | 0      | en stagnation | |
|                        | Front national pour le salut de la Bulgarie   | 81      | 0,07  | 0      | en stagnation | |
|                        | Unification nationale bulgare                 | 73      | 0,06  | 0      | en stagnation | |
|                        | Union nationale bulgare - Nouvelle démocratie | 68      | 0,06  | 0      | en stagnation | |
|                        | « Aucun de ces choix »                        | 3 102   | 2,66  | –      | –             | – |
|                        |                                               |         |       |        |               | |
| Suffrages exprimés     | Suffrages exprimés                            | 116 523 | 99,84 |        |               | |
| Votes nuls             | Votes nuls                                    | 184     | 0,16  |        |               | |
| Total                  | Total                                         | 116 707 | 100   | 11     | en stagnation | – |
| Abstentions            | Abstentions                                   | 197 000 | 62,91 |        |               | |
| Inscrits/Participation | Inscrits/Participation                        | 313 127 | 37,09 |        |               | |

### Élections législatives de 2023
| Partis                 | Partis                                                | Voix    | %     | Sièges | +/-           | Élus                                                                    |
| ---------------------- | ----------------------------------------------------- | ------- | ----- | ------ | ------------- | ----------------------------------------------------------------------- |
|                        | Coalition GERB-SDS                                    | 37 629  | 30,99 | 4      | en stagnation | Stefan Apostolov, Georgi Georgiev, Kostadin Stoykov et Rossen Jeliazkov |
|                        | Mouvement des droits et des libertés                  | 23 333  | 19,22 | 2      | en stagnation | Elhan Kalkov et Delyan Peevski                                          |
|                        | Nous continuons le changement - Bulgarie démocratique | 20 622  | 16,98 | 2      | en stagnation | Georgi Ganev et Andrey Gurov                                            |
|                        | Renaissance                                           | 10 812  | 8,90  | 1      | en stagnation | Tsveta Rangelova                                                        |
|                        | BSP pour la Bulgarie                                  | 10 538  | 8,68  | 1      | en stagnation | Bogdan Botsev                                                           |
|                        | Réveil bulgare                                        | 5 764   | 4,75  | 0      | 1             |                                                                         |
|                        | Il y a un tel peuple                                  | 4 104   | 3,38  | 1      | 1             | Stanislav Bogdanski                                                     |
|                        | La Gauche !                                           | 2 608   | 2,15  | 0      | en stagnation |                                                                         |
|                        | Parti populaire - La Vérité et seulement la vérité    | 361     | 0,30  | 0      | en stagnation |                                                                         |
|                        | Bulgarie neutre                                       | 266     | 0,22  | 0      | en stagnation |                                                                         |
|                        | Union conservatrice de la droite                      | 228     | 0,19  | 0      | en stagnation |                                                                         |
|                        | Mouvement national pour la stabilité et le progrès    | 225     | 0,19  | 0      | en stagnation |                                                                         |
|                        | Ensemble                                              | 216     | 0,18  | 0      | en stagnation |                                                                         |
|                        | Hors de l'UE et de l'OTAN                             | 126     | 0,10  | 0      | en stagnation |                                                                         |
|                        | Morale, Initiative et Patriotisme                     | 119     | 0,10  | 0      | en stagnation |                                                                         |
|                        | Social-démocratie bulgare - EuroGauche                | 93      | 0,08  | 0      | en stagnation |                                                                         |
|                        | Voix du peuple                                        | 92      | 0,08  | 0      | en stagnation |                                                                         |
|                        | Unification nationale bulgare                         | 90      | 0,07  | 0      | en stagnation |                                                                         |
|                        | Union nationale bulgare - Nouvelle démocratie         | 81      | 0,07  | 0      | en stagnation |                                                                         |
|                        | Union bulgare pour la démocratie directe              | 55      | 0,05  | 0      | en stagnation |                                                                         |
|                        | Parti socialiste - Voie bulgare                       | 36      | 0,03  | 0      | en stagnation |                                                                         |
|                        | « Aucun de ces choix »                                | 4 028   | 3,32  | –      | –             | –                                                                       |
|                        |                                                       |         |       |        |               |                                                                         |
| Suffrages exprimés     | Suffrages exprimés                                    | 121 426 | 98,34 |        |               |                                                                         |
| Votes nuls             | Votes nuls                                            | 2 051   | 1,66  |        |               |                                                                         |
| Total                  | Total                                                 | 123 477 | 100   | 11     | en stagnation | –                                                                       |
| Abstentions            | Abstentions                                           | 190 571 | 60,68 |        |               |                                                                         |
| Inscrits/Participation | Inscrits/Participation                                | 314 048 | 39,32 |        |               |                                                                         |